# Чемпіонат Угорщини з футболу 1926—1927
24-й розіграш першості Угорщини і перший професіональний. У зв'язку зі значним відтоком угорських футболістів за кордон, що спостерігався у попередні роки, було прийняте рішення створити професіональну лігу, на зразок тих, що вже існували в Австрії і Чехословаччині.
Було утворено дві професіональні ліги. До вищої увійшли 10 команд: 8 перших команд торішнього чемпіонату, що представляли Будапешт і дві команди з інших регіонів країни — «Шабарія» з міста Сомбатгей і «Баштя» з міста Сегед. Таким чином, вперше в вищій угорській лізі виступали клуби не з Будапешту і його околиць.
Перейшовши на професіональні рейси, команди змінили свої назви. Наприклад, МТК став називатись Хунгарія, Ференцварош ТК — Ференцварош ФК, Уйпешті ТЕ — Уйпешт ФК, 33 ФК — Будаї 33 ФК, Вашаш СК — Вашаш ФК, ІІІ Керюлеті ТВЕ — ІІІ Керюлеті ТВАК.
Першим професіональним чемпіоном Угорщини став «Ференцварош», для якого загалом це була 10 перемога у чемпіонатах країни. Титул найкращого бомбардира сезону виграв нападник «Керюлеті» Ласло Хорват з показником у 14 м'ячів.
У новоствореному Кубку Мітропи Угорщину влітку представляли «Уйпешт» і «Хунгарія».
Володарем Кубку Угорщини 1927 року також став «Ференцварош».
До другої професіональної ліги увійшли 14 команд. Серед них 11 представників Будапешту: БАК, «Ракошпалотаї», «Турул», «Шорокшар», «Пештержебет», «Хюшош», «Ержебетвароші», «Кошшут», Вароші, «Орашок» і «Тережварош», а також три представники інших регіонів країни: «Бочкаї» з міста Дебрецен, «Аттіла» з міста Мішкольц і «Шомодь» з міста Капошвар. У підсумку команди, що не представляли столицю, виступили дуже вдало: «Аттіла» і «Бочкаї» стали відповідно переможцем і другою командою дивізіону, а «Шомодь» посів 5 місце. Команда БЕАК, що у попередньому сезоні була дев'ятою у вищому дивізіоні, перейшла у аматорську лігу, так як не прийняла професіонального статусу.

## Підсумкова турнірна таблиця
|    | Турнірна таблиця       | І  | В  | Н | П  | ГЗ | ГП | Р   | О  |
| -- | ---------------------- | -- | -- | - | -- | -- | -- | --- | -- |
| 1  | Ференцварош (Будапешт) | 18 | 13 | 4 | 1  | 51 | 18 | +33 | 30 |
| 2  | Уйпешт (Будапешт)      | 18 | 10 | 3 | 5  | 33 | 20 | +13 | 23 |
| 3  | Хунгарія (Будапешт)    | 18 | 8  | 3 | 7  | 30 | 24 | +6  | 19 |
| 4  | Шабарія (Сомбатгей)    | 18 | 8  | 3 | 7  | 30 | 33 | -3  | 19 |
| 5  | Керюлеті (Будапешт)    | 18 | 8  | 2 | 8  | 35 | 39 | -4  | 18 |
| 6  | Вашаш (Будапешт)       | 18 | 7  | 4 | 7  | 27 | 32 | -5  | 18 |
| 7  | Баштя (Сегед)          | 18 | 6  | 4 | 8  | 26 | 27 | -1  | 16 |
| 8  | Немзеті (Будапешт)     | 18 | 5  | 4 | 9  | 34 | 38 | -4  | 14 |
| 9  | Кішпешт (Будапешт)     | 18 | 3  | 7 | 8  | 24 | 37 | -13 | 13 |
| 10 | Будаї 33 (Будапешт)    | 18 | 3  | 4 | 11 | 25 | 47 | -22 | 10 |

## Таблиця результатів
|             | Фер. | Уйп. | Хун. | Шаб. | Кер. | Ваш. | Баш. | Нем. | Кіш. | Буд. |
| ----------- | ---- | ---- | ---- | ---- | ---- | ---- | ---- | ---- | ---- | ---- |
| Ференцварош | XXX  | 0-0  | 2-2  | 2-0  | 5-0  | 2-0  | 1-3  | 3-3  | 1-0  | 6-2  |
| Уйпешт      | 1-2  | XXX  | 1-1  | 0-1  | 2-2  | 2-1  | 3-0  | 1-2  | 2-0  | 1-0  |
| Хунгарія    | 1-4  | 0-1  | XXX  | 0-1  | 0-2  | 3-1  | 0-1  | 2-0  | 2-2  | 4-1  |
| Шабарія     | 2-3  | 0-2  | 2-1  | XXX  | 2-1  | 0-0  | 0-4  | 2-5  | 4-1  | 2-4  |
| Керюлеті    | 0-5  | 1-0  | 2-4  | 3-1  | XXX  | 2-3  | 3-1  | 2-0  | 2-2  | 3-6  |
| Вашаш       | 0-3  | 2-3  | 2-5  | 2-2  | 1-0  | XXX  | 2-1  | 3-2  | 3-0  | 0-0  |
| Баштя       | 0-0  | 0-1  | 1-2  | 0-4  | 1-2  | 3-0  | XXX  | 4-2  | 2-4  | 1-1  |
| Немзеті     | 2-3  | 4-1  | 1-0  | 3-4  | 2-5  | 1-1  | 0-0  | XXX  | 0-0  | 4-2  |
| Кішпешт     | 2-6  | 2-5  | 0-1  | 2-2  | 4-2  | 1-2  | 1-1  | 2-1  | XXX  | 0-0  |
| Будаї 33    | 0-3  | 2-7  | 0-2  | 0-1  | 0-3  | 2-4  | 1-3  | 3-2  | 1-1  | XXX  |

## Перехідні матчі за право грати в лізі 1
Переможець другого дивізіону команда «Аттіла» (Мішкольц) автоматично потрапила до еліти. Ще дві путівки між собою розіграли команди, що зайняли місця з 2 по 4 у другому дивізіоні і 10 місце першого дивізіону.
 «Будаї 33» (Будапешт)  — «Бочкаї» (Дебрецен) — 2:1, 0:0
«Будаї 33» залишився в еліті. 
БАК (Будапешт) — «Турул» (Будапешт) — 3:1, 2:2
 «Бочкаї» (Дебрецен)  — БАК (Будапешт) — 5:0
«Бочкаї» вийшов до елітного дивізіону.

## Склад чемпіона
| Основний склад | Кількість проведених матчів |
| --- | --------------------------- |
| Хубер Г.Такач Хунглер Фурманн Букові Обітц Патакі Шлоссер Ражо Кохут Дан |                             |
| Реже Хубер (17) |                             |
| Геза Такач (16) |                             |
| Янош Хунглер (17) |                             |
| Карой Фурманн (12) |                             |
| Мартон Букові (17.2) |                             |
| Габор Обітц (16.1) |                             |
| Ізідор Ражо (18.3) |                             |
| Міхай Патакі (12.4) |                             |
| Вільмош Дан (12.13) |                             |
| Імре Шлоссер (14.11) |                             |
| Вільмош Кохут (17.11) |                             |
| Інші гравці: Ігнац Амшель (1); Лайош Папп (3); Ференц Мюллер (4), Йожеф Шандор (3), Золтан Блум (2), Анталь Ліка (2); Ласло Штецковіц (7.2), Йожеф Турай (4.2), Йожеф Хорват (3.1), Шандор Грошманн (1.1); тренер: Іштван Тот |                             |

## Призери
«Уйпешт» : Іштван Бенеда (16), Реже Сулік (5); Карой Фогль (18), Йожеф Фогль (15.2), Золтан Сафка (3); Ференц Боршаньї (14.1), Йожеф Петер (13), Йожеф Віг (11), Янош Віг (11.4), Лайош Луц (9), Йожеф Луц (7.1), Паль Мюллер (1); Йожеф Єсмаш (14.6), Йожеф Кюнштлер (12.1), Габор Сабо (11.2), Паль Явор (9.6), Реже Сідон (8), Йожеф Шаллер (6.4), Карой Кох (5.1), Ференц Рейшнер (4.3), Кальман Чонтош (3), Ференц Келеченьї (2), Ендре Шенгер (1.1), Ерне Моравчік (1.1). Тренер: Імре Пожоньї
 «Хунгарія» : Ференц Кропачек (8), Йожеф Уйварі (8), Янош Бірі (1), Імре Ремете (1); Ференц Кочиш (11), Дьюла Манді (10), Імре Шенкей (8), Карой Кеваго (8); Габор Клебер (17.1), Генрік Надлер (15.1), Бела Ребро (10), Янош Кевеш (7) Іштван Рейнер (1); Золтан Опата (16.8), Дьордь Мольнар (16.2), Лорінц Трітц (13.2), Рудольф Єні (12), Дьордь Орт (11.2), Йожеф Браун (9.6), Дьюла Кіттль (7.7), Янош Штофіан (4.1), Дьюла Шенкей (3), Ерньо Оберхоффер (2). Тренер: Джиммі Хоган

## Найкращі бомбардири
|    | Гравець          | Команда       | Голів |
| -- | ---------------- | ------------- | ----- |
| 1° | Ласло Хорват     | «Керюлеті»    | 14    |
| 2° | Вільмош Дан      | «Ференцварош» | 13    |
| 3° | Вільмош Кохут    | «Ференцварош» | 11    |
|    | Дьюла Ремай      | «Немзеті»     | 11    |
|    | Імре Шлоссер     | «Ференцварош» | 11    |
| 6° | Йожеф Такач      | «Вашаш»       | 10    |
| 7° | Бела Сентміклоші | «Вашаш»       | 9     |
| 8° | Золтан Опата     | «Хунгарія»    | 8     |
| 9° | Дьюла Кіттль     | «Хунгарія»    | 7     |
|    | Іштван Месарош   | «Шабарія»     | 7     |
|    | Іллеш Шпітц      | «Немзеті»     | 7     |
|    | Лайош Сабо       | «Кішпешт»     | 7     |

## Найкращий гравець року
|    | Гравець       | Команда       |
| -- | ------------- | ------------- |
| 1° | Вільмош Кохут | «Ференцварош» |